# Pierre-Bernard Cousté
Pierre-Bernard Cousté (ur. 29 czerwca 1920 w Rochefort, zm. 11 kwietnia 1989 w Neuilly-sur-Seine) – francuski polityk, prawnik i działacz gospodarczy, wieloletni deputowany krajowy, poseł do Parlamentu Europejskiego I kadencji.

## Życiorys
Studiował prawo na uniwersytetach w Paryżu i Lyonie, ukończył również szkołę handlową École des hautes études commerciales oraz obronił doktorat z prawa. Od 1944 pracował w ministerstwach informacji i obrony, praktykował także w zawodzie. Od 1952 związany z sektorem prywatnym jako dyrektor kilku przedsiębiorstw z branży tekstylnej, przeniósł się wówczas w okolice Rodanu. Zaangażował się również w działalność organizacji młodych pracodawców Center des jeunes patrons, od 1958 do 1961 był jej dyrektorem. Następnie do 1966 kierował organizacją gospodarczą Fédération des jeunes chefs d’entreprise. W późniejszych latach szefował innym stowarzyszeniom branżowym (m.in. doradców handlu zagranicznego), został także dyrektorem laboratorium.
Od 1962 działał kolejno w Unii na rzecz Nowej Republiki, Unii Demokratów na rzecz Republiki (w ramach frakcji Demokraci na rzecz V Republiki) oraz Zgromadzeniu na rzecz Republiki. W latach 1963–1986 zasiadał w Zgromadzeniu Narodowym łącznie przez sześć kadencji. Od 1967 zasiadał w Parlamencie Europejskim, był sekretarzem delegacji francuskiej, a od 1973 do 1975 wiceprzewodniczącym instytucji. Od 1973 należał ponadto do rady regionu administracyjnego Rodan-Alpy. W 1979 kandydował w pierwszych bezpośrednich wyborach do Europarlamentu, mandat uzyskał w październiku 1980 w miejsce Huberta Jeana Buchou. Przystąpił do frakcji Europejskich Postępowych Demokratów. W 1983 uzyskał również mandat w radzie miejskiej Lyonu, a w 1986 bez powodzenia kandydował do Senatu.